# Pucsezsi járás

A Pucsezsi járás az Ivanovói területen

A Pucsezsi járás (oroszul Пучежский район) Oroszország egyik járása az Ivanovói területen. Székhelye Pucsezs.

## Népesség
- 1989-ben 22 060 lakosa volt.
- 2002-ben 17 490 lakosa volt, kiknek döntő többsége orosz nemzetiségű.
- 2010-ben 13 863 lakosa volt.